# Franz Leydig
Franz Leydig (Rothenburg ob der Tauber, 21 de mayo de 1821- Rothenburg ob der Tauber, 13 de abril de 1908), fue un zoólogo y anatomista comparativo alemán.

## Vida
Leydig estudió filosofía en Múnich desde 1840, y medicina en Wurzburgo desde 1842, entre otros, con Franz von Rinecker. A partir de 1846 trabajó como ayudante en el Instituto de Fisiología de Wurzburgo, donde se doctoró en medicina en 1847, luego fue ayudante de Albert von Kölliker y en 1848 el prosector de la institución zootómica. Después de completar su habilitación en fisiología e histología en 1849, se convirtió en profesor asociado en Wurzburgo en 1855, donde se llevaron a cabo sus extensas investigaciones sobre el mundo de los animales domésticos y la base de su libro de texto sobre histología de humanos y animales, que estableció el Se creó la teoría comparativa de tejidos.
En agosto de 1855 se casó con Katharina Jäger.
En 1857 aceptó un puesto como profesor titular de zoología y anatomía comparada en la Universidad de Tubinga. En 1875 fue nombrado profesor de la Universidad de Bonn como codirector del Instituto Anatómico y en 1885, tras la marcha de Oscar Hertwig, también como director del museo e instituto zoológico local. En 1887, Leydig se retiró.
En 1860 fue elegido miembro de la Leopoldina. Desde 1887 fue miembro correspondiente de la Academia Prusiana de las  Ciencias y desde 1897 de la Academia de Ciencias de Rusia en San Petersburgo.

## Impacto
El trabajo de Franz Leydig sobre tejido neural influyó en el zoólogo y explorador polar noruego Fridtjof Nansen (1861-1931), quien junto con Wilhelm His, Sr. (1831-1904) y Auguste-Henri Forel (1848-1931), fueron los primeros en establecer la entidad anatómica de las neuronas.
 

El principal de los descubrimientos de Leydig es la célula intersticial ("células de Leydig"), un cuerpo encerrado en un retículo endoplásmico liso y que contiene gránulos y cristales de lípidos, que se encuentran adyacentes a los túbulos seminíferos de los testículos. Las células producen la hormona masculina testosterona. Leydig había descrito las células intersticiales en su relato detallado de los órganos sexuales masculinos.
Los estudios comparativos de los testículos dieron como resultado el descubrimiento de células que rodean los túbulos seminíferos, los vasos y los nervios. Estas células especiales están presentes en pequeñas cantidades donde siguen el curso de los vasos sanguíneos, pero aumentan de masa considerablemente cuando rodean los túbulos seminíferos. Estas células son de carácter lipoide; pueden ser incoloras o teñidas de color amarillento, y tienen núcleos vesiculares ligeros. "- Franz Leydig, 1850 
La descripción anterior indica claramente que Leydig reconoció la morfología específica de esas células: solo recientemente, se ha entendido completamente su naturaleza endocrina y ultraestructura.
Además de su importancia histórica, el "Libro" de Leydig es significativo por su descripción de una gran célula secretora, que se encuentra en la epidermis de peces y larvas de anfibios. Esta célula mucosa es inusual porque no vierte secreciones sobre la superficie del epitelio; Leydig creía que la función de la célula era lubricar la piel, y la célula ahora lleva su nombre. Leydig también es conocido por describir las células vesiculares grandes que se encuentran en el tejido conectivo y las paredes de los vasos sanguíneos en los crustáceos en 1883: se han determinado cuatro tipos diferentes de estos últimos. 
También describió el órgano de Leydig en 1857, una estructura única que se encuentra en algunos elasmobranquios (tiburones y rayas). Ubicado a lo largo de la parte superior e inferior del esófago, produce glóbulos rojos, al igual que el bazo y tejido especial alrededor de las gónadas. Se producen granulocitos heterofílicos y eosinofílicos, que se asemejan mucho a las estructuras de las células plasmáticas de los mamíferos. El órgano de Leydig es también parte del sistema inmunológico de estos vertebrados.

## Honores
Franz Leydig recibió la Cruz de Caballero de la Orden de la Corona de Wurtemberg en 1869, combinada con el título personal de nobleza (alemana).